# Víctor Cámara
Victor Cámara Pareja (Caracas, 10 giugno 1959) è un attore, conduttore televisivo ed ex modello venezuelano, conosciuto per i suoi ruoli televisivi.

## Biografia

### Origini e formazione
Proviene da una grande famiglia di artisti: è figlio dell'attore Carlos Cámara, nonché fratello dell'attore Carlos Cámara Jr..
Le sue trisnonne furono le prime attrici di Triple in Spagna; il suo trisnonno materno fu direttore dell'Orchestra Sinfonica di Madrid per 33 anni consecutivi, mentre le sue nonne erano attrici in una compagnia teatrale, la Compañía Guipuzcoana de España, la quale girava in tournée per 52 paesi facendo teatro, introducendo alla carriera di attrice la madre Elisa che iniziò all'età di 5 anni.
Elisa, madre di Victor, è molto amata, conosciuta come "Cachucha" (spag. Cappuccio), un personaggio con il quale commenta in modo molto divertente gli eventi dell'attualità in Venezuela, nel programma Radio Rochela. Carlos Cámara,  padre di Victor, recitò in famosissime telenovelas messicane, come Anche i ricchi piangono e La tana dei lupi, mentre il fratello di Victor, Carlos Cámara Jr., entrò nel cast della telenovela messicana Mujer de madera.
La nonna paterna di Victor, Lolita Làzaro, fu una delle prime interpreti che si potevano ascoltare nelle "Novelle radiofoniche" dalle quali nacquero, in seguito, le telenovelas; attrice, musicista, concertista e pianista spagnola, giunse in Venezuela per lavorare nell'Orchestra sinfonica di questo paese, preparando così la carriera di suo figlio Carlos in età molto precoce, dato lo sviluppo nella radio; fu anche fondatrice, con Elisa, della Televisiòn Venezolana.
Victor ha sostenuto gli studi in ingegneria elettronica presso l'Universidad Central de Venezuela e, allo stesso tempo, studiava teatro e recitazione. Ha iniziato la sua carriera nel teatro dei propri nonni, lavorando come bigliettaio, macchinista, tecnico del suono, assistente di produzione e aiuto regista, tutti i campi lavorativi del teatro. Da qui nasce il suo ruolo di attore degli anni settanta, arrivando a recitare, durante la sua carriera, in larga parte del continente americano, producendo, dirigendo e interpretando molteplici opere teatrali, fino ad arrivare, come ultima interpretazione, a L'arte di lamentarsi, trasmessa dalla KVTCH di Miami.

### Carriera
Victor è entrato nel mondo delle telenovelas nel 1978, alla Radio Caracas Televisión (RCTV), dove ha anche lavorato in programmi divertenti ed eventi speciali; ma la sua attività di attore è poi diventata preponderante in diverse emittenti televisive (più di 32), interpretando 16 telenovelas.
Nel mondo cinematografico ha fatto il suo debutto nel film Rosa de Francia, dividendo il set con Ninibeth Leal, Miss Mondo 1995.
Ha condotto numerosi programmi televisivi in Spagna durante gli anni novanta, incontrando così il suo pubblico nel mondo intero.
Nella sua lunga parabola di attore, ha partecipato in oltre sessanta produzioni mondiali, consacrandosi come "Galán de Galanes", ovvero "Re dei Rubacuori".
Inoltre lavora in campo immobiliare, essendo membro importante di una prestigiosa azienda immobiliare denominata "Valencia Group".
Nel 1987 ha fatto parte del cast della telenovela Pobre señorita Limantour.
Nel 2008 ha interpretato Orlando Ferrer nella produzione En nombre del amor, di Carlos Moreno Laguillo, remake di Catene d'amore.
Nel 2010 è riapparso negli schermi di Telemundo nella telenovela Perro amor, insieme all'attore Jorge Enrique Abello, girata a Miami (Florida). Victor Cámara ha poi firmato un contratto di esclusiva con la catena statunitense Telemundo per realizzare nuove telenovele a Miami.
Nel 2011 è tornato trionfalmente sugli schermi venezuelani nel nuovo dramma, realizzato da Venevisión, Natalia del Mar, interpretando Adolfo Uzcategui.

## Vita privata
Attualmente Victor vive a Miami con sua moglie Ivette. La coppia ha una figlia, Samantha. 
Durante una trasmissione andata in onda in Messico nel 2009 (circostanza confermata anche in una separata intervista rilasciata per il settimanale italiano Telebolero nel 2009), Victor Camara ha confessato di essersi innamorato della sua partner Grecia Colmenares durante le riprese della telenovela Topazio, ma di non aver mai svelato i propri sentimenti alla stessa sia a causa del proprio fidanzamento con Ivette, sia a causa delle complesse vicende sentimentali che stava vivendo l'attrice, che all'epoca stava divorziando dal collega attore Henry Zakka, coprotagonista della telenovela nei panni del Dr. Daniele Andrade. Da molti altri siti risulta che si è sposato nel '77, ma ciò è impossibile, in quanto egli aveva 18 anni ed era fidanzato nel 1984, all'epoca di Topazio, con l'attuale moglie.

## Filmografia

### Telenovelas
- La comadre (1979)
- Elizabeth (1980)
- Luisana mia (Luisana mía) (1981)
- Capriccio e passione (Jugando a vivir) (1982)
- ¿Qué pasó con Jacqueline? (1982)
- Cuori nella tempesta (Bienvenida Esperanza) (1983)
- Topazio (Topacio) (1984)
- Rebeca (1985)
- Un volto, due donne (La intrusa) (1986)
- Pobre señorita Limantour (1987)
- Paraiso (1989)
- Bellísima (1991)
- Ines, una segretaria da amare (Inés Duarte, secretaria) (1991)
- Rosangélica (1993)
- Peligrosa (1994)
- Pecado de amor (1996)
- El país de las mujeres (1998)
- Toda mujer (1999)
- Hechizo de amor (2000)
- Guerra de mujeres (2001)
- Las González (2002)
- Rebeca (2003)
- El amor no tiene precio (2005)
- Soñar no cuesta nada (2005)
- Mi amor secreto (2006)
- Bajo las riendas del amor (2007)
- En nombre del amor (2008)
- Perro amor (2010)
- Natalia del mar (2011)
- Guerreras y Centauros (2013-2014)

### Cinema
- The Celibacy - Bruno (2010)
- La mujer del coronel (2010)
- El secreto de Jimena - Adam (2009)
- 13 segundos - Dr. Eduardo Valladares (2007)
- Rosa de Francia - Roberto (1995)
- Confia en mi

## Invitato speciale
- Don Francisco presenta (2006)
- ¡Despierta América! (2004)
- El gordo y la flaca (2004)